# اگر می‌توانستم زمان را به عقب برگردانم
«اگر می‌توانستم زمان را به عقب برگردانم» تک‌آهنگی از هنرمند اهل ایالات متحده آمریکا شر است که در سال ۱۹۸۹ میلادی منتشر شد.
این تک‌آهنگ در چارت‌های استرالیا، در رتبه اول و در چارت‌های، فلاندرز، نیوزلند، جزو ده ترانه اول قرار گرفت.